# Kafiristan - hedningernes land
Kafiristan - hedningernes land er en dansk dokumentarfilm fra 1958 med instruktion og manuskript af Børge Høst.

## Handling
Kafirerne er et folk, der lever i det nordøstlige Afghanistan i de svært tilgængelige og uvejsomme Hindu Kush-bjerge. Kafirerne ligner ikke de omkringboende folk, og meget tyder på, at de er efterkommere af det oprindelige, indo-europæiske folk, som er blevet isoleret her, og som derfor har bevaret deres kultur næsten uændret gennem tusinder af år. Filmen viser kafirernes daglige liv, hvor meget har en forbløffende lighed med, hvad danskerne ved om deres egen fortid.
Optagelserne fandt sted under Henning Haslund-Christensens mindeekspedition til Afghanistan 1953-54. Ekspeditionsleder er Hans Kongelige Højhed Prins Peter af Grækenland.